# Allan Persson (jurist)
Allan Enoch Persson, född den 24 juni 1913 i Lund, död den 1 augusti 1998 i Helsingborg, var en svensk jurist.
Persson avlade studentexamen 1932 och juris kandidatexamen vid Lunds universitet 1938. Efter tingstjänstgöring i Torna och Bara domsaga 1938–1941 blev han fiskal i Hovrätten över Skåne och Blekinge 1942, tingssekreterare 1943, assessor i Helsingborgs rådhusrätt 1947 och rådman där 1956. Persson var tillförordnad häradshövding i Luggude domsaga 1967–1970, borgmästare i Helsingborgs stad 1970 och lagman i Helsingborgs tingsrätt 1971–1978. Han var ledamot av stadsfullmäktige i Helsingborg 1963–1970, ordförande i sociala centralnämnden 1963–1967, i direktionen för Helsingborgs lasarett och Sankta Maria sjukhus 1967–1973, vice ordförande 1974–1976, ledamot av Malmöhus läns landsting 1971–1976, vice ordfärande i länsarbetsnämnden i Malmöhus län 1976–1984. Persson var ordförande i Linnéa och Josef Karlssons stiftelse 1971–1986 och ordförande i Stiftelsen för bistånd åt vanföra i Skåne 1974–1985. Han publicerade Vanföreanstalten i Helsingborg – en minnesskrift (1989) och Helsingborgs lasarett – verksamhetsidé och målsättningar – historik över lasarettsutbyggnad i Helsingborg 1918–1975 (1994). Persson blev riddare av Nordstjärneorden 1965 och kommendör av samma orden 1974.